# Psychotria alibertioides
Psychotria alibertioides är en måreväxtart som beskrevs av Herbert Fuller Wernham. Psychotria alibertioides ingår i släktet Psychotria och familjen måreväxter. Inga underarter finns listade i Catalogue of Life.